# 650 Amalasuntha
650 Amalasuntha este un asteroid din centura principală, descoperit pe 4 octombrie 1907, de August Kopff.